# Roncador
Roncador este un oraș în Paraná (PR), Brazilia.